# Довжанська
Довжа́нська — вузлова вантажно-пасажирська залізнична станція Луганської дирекції Донецької залізниці на перетині ліній Дебальцеве — Красна Могила та Кіндрашівська-Нова — Довжанська між станціями Валянівський (8 км), Красна Могила (12 км), Бірюкове (10 км) та Ізотове (9 км).
Розташована за адресою: вулиця Калашнікова, 2, місто Довжанськ, Свердловська міська рада, Луганська область.

## Історія
У 1861 році з'явилися перші рейкові шляхи — під'їзна гілка від Грушевських копій до Аксая (Ростовська область), протяжністю 70 верст, збудовані на кошти Донського війська. Лише через 17 років після перших Грушевських копій були прокладені рейки на Звірівській лінії, у східній частині Донбасу.
Донецьку кам'яновугільну залізницю будувала концесія підприємця С. М. Мамонтова. 1 грудня 1878 року було відкрито рух поїздів Звірівської лінії з роздільними пунктами: Петровеньки, Хресна (Штерівка), Колпакова, Юськіно (Картушин), Ровеньки, Довжанська, Провалля (Красна Могила).
Роз'їзд Довжанський був збудований на землі княгині З. Н. Юсупової. Назву він отримав від назви хутора Довжанка, який відносився до Криничанської волості Слов'яносербського повіту. За відомчим поділом, роз'їзд підпорядковувався службі руху управління Донецької кам'яновугільної дороги. Вона мала у своєму розпорядженні телеграфний зв'язок лише з сусідніми роз'їздами Ровеньки і Провалля і не мала виходу на загальну дорожню телефонну мережу. Нею користувалися лише чергові по станції для переговорів про рух потягів. Звірівська лінія зі сходу примикала до станції Звірево Козлове-Воронезько-Ростовської залізниці.
Активний гірничопромисловий розвиток уздовж лінії Дебальцеве — Звєрєво почав розвиватися лише після пуску дороги в експлуатацію. У 1888 році за дев'ять верст на північний захід від роз'їзду відкриті перші великі шахти «Товариства антрацитових копалень М. С. Вальяно», які відвантажували видобуте паливо для вивозу. Роз'їзд Довжанський став вантажною станцією.
Лінія Дебальцеве — Красна Могила — електрифікована у 1999 році, а друга — ні.

## Пасажирське сполучення
Через військову агресію Росії на сході Україні транспортне сполучення припинене, водночас з середини листопада 2018 року двічі на день курсує 2 пари електропоїздів сполученням Фащівка — Красна Могила, що підтверджує сайт Яндекс.